# Anticorpi anti-Smith
Gli anticorpi anti-Smith o semplicemente anti-Sm sono autoanticorpi diretti verso antigeni nucleari estraibili associati a numerose malattie autoimmuni, tra le quali soprattutto il lupus eritematoso sistemico, dove sono presenti nel 20-30% dei casi, ma anche la sindrome di Sjögren e la sclerodermia, dove tuttavia sono presenti in meno del 5% dei casi.